# نجع الشيخ نور الدين
قرية نجع الشيخ نور الدين هي إحدى القرى التابعة لمركز نجع حمادى في محافظة قنا في جمهورية مصر العربية. حسب إحصاءات سنة 2006، بلغ إجمالي السكان في نجع الشيخ نور الدين 1353 نسمة، منهم 758 رجل و595 امرأة.